# Хирошиге
Андо Хирошиге (安藤 広重) познат и као Утагава Хирошиге (歌川 広重) (1797. – 12. октобар 1858) био је јапански укијо-е сликар.
Хирошиге је сликар познат по својим призорима пејзажа попут серије радова Педесет три станице на путу Токаидо и Шездесет девет станица на путу Кисокаидо али и својим приказима цвећа и птица. Тема његових радова били су нетипични за укијо-е чији је фокус обично био на сликама лепих жена, познатих глумаца и сцена улица Едо периода (1603–1868). Позната серија слика под називом „Тридесет шест погледа на планину Фуђи“ коју је урадио Хокусаи веома је утицала на Хирошигеово сликање које се сматра више поетско и детаљније од Хокусаијевог одважнијег и формалнијег стила.
За учењаке и колекционаре Хирошигеова смрт је обележила почетак суноврата укијо-е жарна, нарочито у контакту са модернизацијом коју је пратила Меиџи обнова 1868. године. Хирошигеова дела утицала су на западно сликарство при крају 19. века стварајући тренд Јапанизма. Веома је утицао на младе сликаре Европе, првенствено на импресионисте и постимпресионисте попут Ван Гога, који је, проучавајући Хирошигеове композиције, копирао његова дела.

## Младост и почетак учења
Хирошиге је рођен 1797. године у области Јаесу у граду Еду, данашњи модерни град Токио. Потиче из самурајске породице и један од његових предака био је Танака Токуемон, човек који је држао високу позицију у Цугару клану у северној провинцији Муцу. Хирошигеов деда, Мицуемон, био је инструктор стреличарства који је радио под именом Саирјукен али је у прошлости био главни паж даимјоа Цугару клана. Хирошигеов отац Генемон усвојен је у породицу Андо Џуемона од кога је наследио посао ватрогасца.
Као млад човек Хирошиге је променио неколико имена. Звао се Џуемон, Токубе и Тецузо.  Како је од најранијег доба показао склоност ка уметности, отац му је организовао часове код свог пријатеља и суседа, аматера сликара по имену Окаџима Ринсаи. Прича се да је већ као дете испољио необичну вештину у малој грани уметности, прављењу минијатурних пејзажа од обојеног песка, каменчића и сличног материјала. Имао је оштро око за све необично па је тако једном приликом у трећој године ере Бунка (1806) група острвљана са Рјукју острва посетила Едо а Хирошиге, који је тада имао само десет година их је запазио задивљен одећом и необичним одорама странаца. Убрзо их је скицирао а те скице привукле су толику пажњу да су му обезбедиле редак запис у историји било ког непознатог занатлије-мајстора.
Имао је три сестре од којих је једна умрла када је имао три године. Његова мајка умрла је ране 1809, а у истој години и отац, али не пре него што је предао посао ватрогасца свом дванаестогодишњем сину. Већ тада додељена му је дужност спречавање ватре у замку Едо што му је донело доста слободног времена.
Хирошиге, (тада зван Токутаро) је са својих четрнаест година почео први пут да се озбиљно интересује за сликарство. Овај занат желео је да изучи под мајстором Утагавом Тојокунијем из Утагава школе чијим је еснапама био задивљен видевши их у продавници али је он већ имао пуно ученика и за њега није било места. Уместо тога један библиотекар га је представио другом мајстору, Тојохиру из истоимене школе (бивши ученик Тојокунија), који га је у први мах одбио али увидевши његов таленат ипак касније прихватио за ученика. У школи је брзо и веома добро напредовао до те мере да му је 1812. године већ било дозвољено да лично потписује своје радове, што он то и чини, користећи први пут име „Хирошиге“. За годину дана постао је званично део братства Утагава школе, добивши 9. марта 1812. (Бунка 9, девети дан трећег месеца) диплому коју му је лично Тојохиро потписао. Тиме достиже статус дизајнера (цртежа) естампи мада је и даље радио као ватрогасац. Ово су били веома ретки случајеви пошто је обично било потребно око три године да се дође до овог статуса. Хирошиге је такође проучавао друге технике попут Кано школе и њихових нанга слика које вуку традицију из кинеских јужних школа али и реалистичку Шинџо школу као принцип перспектива западних слика и укијо-е цртежа. 
Међу сачуваним раним радовима Хирошигеа, кад је још био ученик, остала је књига илустрација са сликама лепих жена и кабуки глумаца у Утагава стилу. Године 1823. даје оставку на место ватрогасца али још неко време ради као алтернативна замена. Након смрти свог учитеља 1828. године одбио је да наследи Тојохира и његову школу. У то време Хирошиге је имао 32 године и било му је понуђено да преузме учитељево име и назове се Тојохиро Други али он то одбија говорећи из поштовања да "његов рад није довољно добар да оправда ту улогу".

## Пејзажи, флора и фауна
Његов препознатљиви стил пејзажа попут серије Осам погледа на Оми почео је да ствара тек око 1829–1830. године. Уз пејзаже стварао је и велики број дела са тематиком птица, флоре и фауне. Око 1831, настаје Десет чувених призора Источне престонице и то под очигледним утицајем Хокусаја, чија је серија Тридесет шест погледа на планину Фуџи у то време била свеже издата.
Захваљујући позиву да се 1832. године прикључи званичној поворци путем Токаида за Кјото, дала је шансу Хирошигеу да путује и скицира пејзаже које је, при повратку за Едо, претворио у колоритну серију под називом Педесет три станице на путу Токаидо за коју се сматра да садржи неке од његових најбољих радова. Након успеха ове серије, Хирошиге наставља са ништа мање успешним серијама попут Илустрована места Наниве (1834), Чувени призори Кјота (1835), Осам погледа на Оми (1834). Како никад није био на западу од Кјота, своје илустрацице Намиве (данашњи град Осака) и префектуре Оми ствара по узору на слике које налази у књигама и објављеним цртежима.
- Део из збирке Педесет три станице на путу Токаидо
- Цртеж бр. 11: Хаконе
- Цртеж бр. 16: Канбара
- Цртеж бр. 46: Шоно

Да би могла да финансира Хирошигеова путовања, његова прва жена продавала је своју одећу и украшне чешљеве које је поседовала. Када је она умрла, Хирошиге се жени по други пут са Ојасу, шеснаест година млађом женом и ћерком земљорадника по имену Каемон из провинције Тотоми.
Његова прва жена била је самурајског порекла за коју се говорило да је била "блага жена која је поседовала све женске врлине, грациозног држања карактеристичног за префињене породице". Када је умрла 1840. за собом је оставила сина Накаџира.
Плодоносан рад се и даље наставља па Хирошиге 1838. ствара две серије под именом Осам призора околине Еда, на чијем је сваком цртежу била исписана по једна кјока песма, коју је специјално радио за песнички клуб Таихаидо, и Шездесет девет станица на путу Кисокаидо која је настала између 1835. и 1842. као удружени пројекат са сликаром Кеисаијем Еисеном. Хирошиге је из те серије нацртао 46 цртежа од 70 колико их је укупно било. Штампу ове серије објавила су два тадашња издавача, Такеноучи Хоеидо (први део) и Кинџудо (други део).
За своје дело Сто чувеник погледа на Едо нацртао је 118 страна илустрација које је завршио у последњим декадама живота, започевши пројекат 1848. године.
- Део из збирки Сто чувених погледа на Едо и Тридесет шест погледа на планину Фуџи
- Шљивик у Камеиду
- Мост Суидо и брдо Суруга
- Сукијагаши у источној престоници
- Лука Футами у провинцији Исе

Хирошиге је живео у касарни до своје 43 године. Отац Генемон и мајка су умрли 1809. када је Хирошиге имао само 12 година, неколико месеци након што му је отац пренео обавезу и посао ватрогасца. Ватрогасци или противпожарни полицајци (хикеиши дошин) били су једна врста званичника и имали су известан ауторитет и утицај у поређењу са неслужбеним особама њиховог ранга и који му је на известан начин и отворио пут и позив за своје прво путовање дуж пута Токаидо. У општој слабости последње фазе Токугава режима службе су постале готово норминалне, те су припадници ове противпожарне јединице већи део свог времена проводили у забави, коцкању или практиковању простих уметности што је и сам Хирошиге користио.Временом је ипак предао позицију ватрогасца нећаку, Андо Тецузоу, 1823. да би касније та дужност прешла на Хирошигеовог сина 1832. године који умире после пет година. Са другом женом имао је ћерку, Тацу, а будући да је продужење лозе једно од традиција који су Јапанци највише неговали, Хирошиге је усвојио сина, Шигенобуа, који ће касније бити познат као Хирошиге Други и који ће се временом оженити Хирошигеовом ћерком Тацу. Она ће се временом развести од мужа и удати за Шигемасуа који ће касније бити познат као Хирошиге Трећи. У међувремену умире и друга Хирошигеова жена, Јасу, 1876. године.

### Хирошигеови ученици
Хирошиге Други, чије је право име било Чинпеи Сузуки, рођен је девете године Бунеси ере (1826. године) и по професији је био ватрогасац. Био је најмили ученик првог Хирошигеа којег је примио у домаћинство, оженио ћерком Отацу и био човек са којим је најчешће сарађивао. Пре него што је преузео име "Хирошиге" уметнички се потписивао као "Шигенобу" да би учитељево име преузео тек након његове смрти. Исто је урадио и други ученик, Шигесама, познат као Хирошиге Трећи који је био Отацуин други муж за која се преудала након развода 1865. године. Причало се да је Шигенобу био ружан човек, са четвртастим лицем посутим ожиљцима. С друге стране, Шигемаса, који се оженио разведеном дамом, био је млађи, бољег изгледа и пожељнији код жена што је можда био узрок њиховог разлаза. Шигенобу је после разлаза тешко живео и често су га помагали Окаџима Ринсаи и Тојокуни Кунисада. Када се поново оженио узео је име Кисаи Ришо али опет није успео да осигура себи успех у послу. Умире у немаштини у 44 години.
Други ученик - Шигемаса, који је био други муж Хирошигеове ћерке Отацу, за разлику од Шигенобуа имао је веома оскудан и безначајан рад. Иако је сматрао себе легитимним наследником Хирошигеа (Првог) ипак у историји остаје запамћен као Трећи. Хирошиге Први је умро када је Шигемаса имао само 17 година и био је превише млад да би имао било какав велики утицај на дела која су се тада стварала. Упркос брачним несугласицама познато је да је неколико пута сарађивао са брачним ривалом (Шигенобуом). Остало је записано да је умро у 53 години живота.
Остали Хирошигеови студенти су Утагава Шигемару, Утагава Шигекијо и Утагава Хирокаге.
- Дела Хирошигеових ученика
- Суо Ивакуни
Хирошиге II
1859.
- Тенпозу Акаши-баши
Хирошиге III
1870.
- Пас краде храну раднику са снежне даруме
Утагава Хирокаге
1855–56.

## Каснији живот
Хирошиге је у познијим годинама и даље настављао да производи велики број радова по наруџбини али су оне биле слабијег квалитета и вредности од оних које је створио у младости и средњем добу. Током свог живота никад није успео да осигура финансијску стабилност.
Сиромаштво му је у неком мери помогло да сликајући оно што жели створи неке од својих најзначајнијих радова. Но ипак, и добро плаћен, створио нека своја велика ремек дела попут Сто чувених погледа на Едо (名所江戸百景 Меишо Едо Хјакеи) који је унапред платио добростојећи бивши продавац рибе, тада будистички свештеник, заљубљен у ћерку Хирошигеовог издавача Уоја Еикичија.
Године 1856. Хирошиге се повлачи и постаје будистички монах. Умире 1958. (Ансеи 5, шести дан, деветог месеца) у 62 години од колере и сахрањен је у унутрашњој башти храма Токакучи, школе зена у Кита-Мацујамачоу, Асакуса, породичном храму породице Андо. Пред смрт оставио је песму:
"Источни град напуштам ја;
и без четкице, да нове пределе видим,
на дугачак пут полазим
што на далеки Запад води ме."
(Далеки запад у овом контексту односи се на земљу Токаидо, између Кјота и Еда али је и двострука референца на рај Амиде Буде).
Његово будистичко посмртно име било је Исеи Генкоин Токјо Рјусаикоџи а споменик му је подигла ћерка која је на њему записала: "Гроб Рјусаи Хирошигеа" (Рјусаи Хирошиге но хака) са датумом смрти. Осим песме иза себе је оставио и упутство за исплату преосталих дугова.
Изван малог круга пријатеља и купаца, Хирошиге није био значајан човек у Јапану. Попут правог и искреног уметника мало је марио за своја оскудна средства за живот. Никада није био толико уморан да не посети разна далека места и то по свакаквом времену, киши и снегу, био дан или ноћ, не само да би правио скице већ и да би уживао у природи. Културна класа није знала за њега, а тек када је његов рад почео да стиче велику и растућу репутацију у Европи и Америци, почео је да се цени и у својој земљи.

## Дневник
Током својих дугих путовања Хирошиге је често писао дневник где је скоро свакодневно записивао своја запажања, што из професионалног сликарског угла то и из угла обичног човека. Запис би обично започео датумом, затим би описивао временске услове, полазак, одморе, коначишта. Током путовања сретао би разне људе, често и са заједљивим коментарима са којима би попричао и можда поделио храну или чашу пића. Хирошиге уредно записује и шта је јео и пио па чак и колико је шта платио и да ли му је нешто било скупо у гостионици. Бележи разговоре, анегдоте, песме које чује (или ствара), шале. Понекад би током путовања посетио неко локално позориште па би у дневнику описивао глумце или саму представу, као и колико дуго јој је присуствовао.
Захваљујући дневнику данас знамо да је Хирошиге осликавао завесе за позоришта, лепезе, камемоное (висеће свитке) али је радио и илустрације књига. За свој рад описује да ли је неког дана успео да заврши наруџбину или не.
Када би се вратио у Едо, прекидао би са писањем дневника.
Нажалост катастрофа изазвана великим земљотресом и пожаром 1923. године неповратно је уништила неке Хирошигеове личне записе. Ипак остале су неке копије попут оног са пута у Косокаидо па иако је оригинал изгорео, ранијим преписом су сачувани текстови. Неке од сачуваних дневника јесу онај са путовања на планину Кано, са путовања за Коншу, на путу од Еда до Кофуа, са ходочашћа у Танџоџи...
Руком писани дневник је слободно прошаран каном, јапанским фонетским писмом што може указивати да Хирошиге није био довољно обучен у писању кинеских карактера. Имајући у виду да се Хирошиге од дечаштва посветио уметношћу, сматра се да можда имао времена да усаврши писање идеограма, али се то ипак не узима као чињеница будући да се начин писања текста може приписати непажњи или брзини јер су неки делови дневника нејасни, са видљивим грешкама у тексту. 
Осим дневника иза Хирошигеа су остале и неке његове цртанке (блокови за скицирање), разне белешке, проучавања и појединачни цртежи који се данас чувају по музејима и приватним колекцијама.

## Радови
Хирошиге је створио преко 8.000 дела. У својим раним радовима цртао је уобичајне призоре укијо-е графика као што су жене (美人画 биџин-га) и глумци (役者絵 јакуша-е). Тада, након смрти Тојохира долази до драстичног преокрета и 1832. године ствара серију пејзажа под називом Чувени призори Источне престонице (東都名所 Тото Меишо) која је критички похваљена због своје композиције и боје. Ова колекција је нешто разликује од свих каснијих, прво због тога што Едо назива "Источном престоницом" а друго, зато што овај рад, који назива "Ичијусао Гаки" потписао именом "Ичијусаи Хирошиге". Са следећом серијом Педесет три станице Токаида (1833—1834) већ је задобио поверење купаца као добар сликар. Инспирацију за дизајн ових цртежа Хирошиге је добијао путовањима на којим би записао и датум, локацију па чак и понеку анегдоту са пута. Ови цртежи су због тога уживали велику популарност а стварао их је и у три верзије заједно са Кунисадом. Хирошиге је свеукупно створио око 2.000 различитих штампи Еда и Токаида али осим њих ствара и Шездесет девет станица на путу Кисокаидо (1834–1842) као и своју верзију Тридесет шест погледа на планину Фуџи (1852–1858).
Његови пејзажи због услова у којим их је стварао најчешће приказују путнике на познатим рутама са преноћиштима и гостионицама. Они путују у свим временским условима и сезонама, по киши, снегу, ноћи, ветру. Године 1856. радећи са издавачем Уоја Еикичијем створио је серију луксузних радова уз помоћ најфиније технике штампе и материјала, а иако је током живота радио и са други издавачима, са Екичијем је објавио једне од најквалитетнијих. Хирошиге се сматра пиониром у коришћењу вертикалног формата у цртању пејзажа у серији "Чувени призори из више од 60 провинција". Његова најпознатија серија Сто чувених погледа на Едо (издавана у периоду од 1856. до 1859.) задобила је велику популарност међу купцима. Ипак, ова збирка је издата постхумно са неким цртежима који чак нису ни довршени. Преко 100 листова је сам Хирошиге нацртао док је додатне две убацио Хирошиге Други након његове смрти како би завршио и објавио колекцију.

## Утицај
Хирошиге је био члан Утагава школе, заједно са Кунисавом и Кунијошијем. Иако су ова тројица били носиоци, кроз ову школу је прошао велики број уметника који су у мањем или већем броју утицали на светско сликарство, почевши од Европе у 19. веку.
Током Хирошивеовог времена индустрија штампе је цветала а потражња за овим сликама је из дана у дан била све већа. Уобочајно је било да се серије избацују у мањем броју од 10 до 12 цртежа али врло брзо због потреба купаца прелази се на веће колекције што се може видети у каснијим Хирошигеовим серијама.
У терминима стила, Хирошиге је био посебно познат због коришћења неуобичајних углова, сезона и упадљивих боја. Кад је могао, радио је цртеже познатих места меишо-е (名所絵) које су током Едо периода, када је туризам цветао, допринео занимању за путовања. Водичи су се умножавали а у њима су се налазили градови са својим рутама попут Токаида који је повезивао две престонице (царску и шогунатску). У развитку путничке културе Хирошиге је илустровао своја путовања стварајући чежњу других људи за путовањима. Ван тога цртежи су се користили и као сувенири већ виђеног места а производи су били доступни и јефтини.
Укијо-е графике које су дошле до Европе имале су великог утицаја на француске импресионисте попут Монеа. Винсент ван Гог је чак копирао два његова дела из серије Сто чувених погледа на Едо који су били у његовој колекцији источних графика. Хирошигеов стил је утицао и на руски покрет Мир искуства са Иваном Билибином као главним уметником. Неки од познатим сликара који су били под његовим утицајем били су Пол Сезан и Џејмс Макнил Вислер а поштовали су га и многи други попут Луја Гонзеа, директора утицајног француског уметничког часописа Gazette des Beaux-Arts и аутора твотомног дела L'Art Japonais из 1883. који га је назвао највећим сликаром пејзажа 19. века.
- Ван Гогове копије Хирошигеових слика
- Вечерњи пљусак у Атакеу и велики мост, Хирошиге, 1857.
- Јапански мост на киши, Винсент ван Гог (према Хирошигеовој естампи), уље на платну, 1887.
- Шљивик у Камеиду, Хирошиге, 1857.
- Процветало дрво шљиве Винсент ван Гог (према Хирошигеовој естампи), уље на платну, део колекције Ван Гоговог музеја у Амстердаму

## Галерија
- Месечина у Цукуди са дамом на балкону
- Храм Суђин и Масаки на реци Сумида
- Месец над бродовим усидреним на острву Цукуда са моста Еитаи
- Хирошиге - Вече на реци Сумида
- Уживање у ватромету у пријатном времену на мосту Рјокаку
- 100 погледа на Едо: Месечев мосту у Мегуроу
- Из серије "Тридесет шест погледа на планину Фуџи" - Поглед на море из Сате, провинција Суруга
- Провинција Козуке
из серије "Чувени призори из више од 6о провинција"
- Башта ириса - Хорикири (Хорикири о ханашобу), из серије 100 погледа на Едо
- 100 погледа на Едо
 Водопади Фудо
 Оџи, 1857.
- 100 погледа на Едо
 Суђин гај, река Ући и село Секија у близини Масакија
- 100 погледа на Едо
Скела Јорои, Коами-чо

- Ноћна киша на Карасакију
- Слетање дивљих гусака у Катаду
- Јесењи месец над Ишијамом
- Сококура
- Сјај сумрака у Сети
- Дивље гуске над Ханеидом